# Торвайёкюдль
То́рвайёкюдль (исл. Torfajökull) — вулкан в Исландии.
Находится данный стратовулкан на юге Исландского плато к югу от озера Тоурисватн. Последнее извержение Торвайёкюдль произошло в 1477 году. Абсолютная высота — 1259 м.